# Premio Nacional de Sociología y Ciencia Política
El Premio Nacional de Sociología y Ciencia Política és un guardó concedit pel Centre d'Investigacions Sociològiques com a "reconeixement a una trajectòria científica desenvolupada en l'àmbit de la sociologia i/o la ciència política." Entre 2002, data del primer premi, i 2007 el guardó va tenir un caràcter anual; en l'actualitat té un caràcter biennal.

## Premis Nacionals de Sociologia i Ciència Política
- Francisco Murillo Ferrol (2002)
- Salustiano del Campo Urbano (2003)
- Juan José Linz (2004)
- José Jiménez Blanco (2005)
- Salvador Giner i de San Julián (2006)
- José María Maravall Herrero (2007)
- Manuel Castells (2008)
- Carlos Moya Valgañón (2010)
- Juan Díez Nicolás (2012)
- Víctor Pérez-Díaz (2014)
- Emilio Lamo de Espinosa (2016)
- María Ángeles Durán (2018)[2]
- Inés Alberdi (2019)